# مانويل خوسيه فييرا
مانويل خوسيه فييرا (بالبرتغالية: Manuel José Azevedo Vieira‏) (4 فبراير 1981 في البرتغال - ) هو لاعب كرة قدم برتغالي في مركز الدفاع. شارك مع منتخب البرتغال تحت 20 سنة لكرة القدم ومنتخب البرتغال تحت 21 سنة لكرة القدم. أما مع النوادي، فقد لعب مع سي إف آر كلوج وفيتوريا دي غيماريش ونادي أكاديميكا كويمبرا ونادي باسوش دي فيريرا ونادي بوافيشتا ونادي بورتو ونادي فيتوريا سيتوبال وFC Porto B ‏ وC.F. União de Lamas ‏.

## وصلات خارجية
- مانويل خوسيه فييرا على موقع قاعدة بيانات كرة القدم.إي يو (الإنجليزية)
- مانويل خوسيه فييرا على موقع Soccerway.com (الإنجليزية)
- مانويل خوسيه فييرا على موقع عالم كرة القدم.نت (الإنجليزية)
- مانويل خوسيه فييرا على موقع AS.com (الإسبانية)